# Rheingold (film)
Rheingold è un film del 2022 diretto da Fatih Akın.
È l'adattamento cinematografo dall'autobiografia del 2015 del rapper, produttore discografico ed ex criminale d'origine curda Xatar.

## Trama
Siria, 2010. Tre uomini vengono caricati su un camion, imprigionati e torturati per scoprire il nascondiglio di un carico d'oro rubato. Mentre è rinchiuso lì, la mente di uno di loro, al secolo Giwar Hajabi, torna alla sua infanzia in Iraq, dove i genitori, colti musicisti classici curdi di Teheran, erano stati costretti a riparare per sfuggire alla rivoluzione iraniana e la conseguente ribellione scoppiata nella provincia del Kurdistan. Fu allora che sua madre Rasal lo diede alla luce, nascosta in una grotta durante un attacco dell'esercito, chiamandolo Giwar, che in curdo significa "nato dalla sofferenza".
Nella Bonn di fine anni '80, dove gli Hajabi hanno finito per stabilirsi per sfuggire alle persecuzioni anti-curde di Saddam Husayn, il piccolo Giwar segue l'apprendistato musicale impartitogli dal padre Eghbal, che però abbandona la famiglia per un posto da direttore d'orchestra. Giwar lascia quindi il pianoforte e si perde nel mondo della microcriminalità dei quartieri popolari dove vive, cominciando con lo smerciare cassette pornografiche fino a spacciare droga, finendo, adolescente, nel carcere minorile di Colonia. Lì si allena duramente in palestra e sul ring fino a conquistarsi il soprannome Xatar, che in curdo significa "pericoloso". Sotto questo nome comincia a scrivere i primi testi, contemporaneamente continuando la carriera di spacciatore una volta fuori di prigione. In fuga dalla polizia, ripara ad Amsterdam, dove lavora come buttafuori di una discoteca. Tornato in Germania, vorrebbe smettere col crimine per conquistare il cuore di Shirin, la ragazza della porta accanto a cui vuole bene da sempre ed è ora una studentessa di medicina: puntando a fondare un'etichetta discografica tutta sua, per raccogliere la somma necessaria Xatar contrabbanda oltreconfine della cocaina liquida per conto di un grosso cartello, ma il carico viene perso in un incidente.
Per ripagare il cartello, Xatar e soci compiono la rapina per la quale poi, in fuga dalle autorità, saranno catturati e torturati in Siria, pur senza mai rivelare dove si trovi l'oro rubato. Estradati in Germania, i tre complici vengono condannati a svariati anni di carcere, durante i quali Xatar si rappacifica col padre. È grazie a quest'ultimo che fa pervenire a un produttore discografico i suoi pezzi, incisi clandestinamente in cella, e contrabbandati fuori di prigione tramite schede SD: nasce così il suo primo disco. Anni dopo, Xatar, rapper e produttore discografico di successo grazie alla sua etichetta AON Records, col passato criminale ormai saldamente alle spalle, nella sua casa sul Reno si vede rivolgere dalla figlia avuta con Shirin la domanda di che fine abbia fatto l'oro. Lui le sussurra all'orecchio: la refurtiva giace sommersa nell'alveo del Reno, circondata da tre sirene, come ne L'oro del Reno di Wagner che il padre lo portava a vedere da bambino.

## Produzione
Il film ha avuto un budget di 10,5 milioni di euro.

## Distribuzione
È stato presentato in anteprima al Festival internazionale del cinema di Amburgo il 2 ottobre 2022. È stato distribuito nelle sale cinematografiche tedesche a partire dal 27 ottobre seguente. È stato distribuito nelle sale cinematografiche italiane da I Wonder Pictures a partire dal 27 luglio 2023, dopo un'anteprima in Piazza Maggiore a Bologna il 16 luglio.

### Edizione italiana
Nella versione in lingua italiana del film, i testi delle canzoni di Xatar sono stati adattati dal rapper Frankie hi-nrg mc.

## Accoglienza

### Incassi
Il film è stato un successo al botteghino tedesco: classificatosi al primo posto con 2,6 milioni di euro al termine del suo primo fine settimana di programmazione, ha finito per incassare complessivamente 10 018 105 € in Germania, dov'è stato visto da 1 013 008 spettatori. È risultato il 21º maggior incasso dell'anno in Germania (e il quinto tra i film di produzione tedesca), nonché il maggiore di sempre nella carriera di Akın.

## Riconoscimenti
- 2023 – Deutscher Filmpreis
  - Candidatura al miglior film